# Fyrögonfisk
Fyrögonfisk (Anableps anableps) är en fiskart som först beskrevs av Carl von Linné 1758.  Fyrögonfisk ingår i släktet Anableps och familjen Anablepidae. Inga underarter finns listade i Catalogue of Life.